# Hoodia
Hoodia Sweet ex Decne., 1844 è un genere di piante della famiglia delle Apocinacee (sottofamiglia Asclepiadoideae), endemico dell'Africa sudoccidentale (Angola, Botswana, Namibia, Sudafrica e Zimbabwe).
Vengono spesse informalmente indicate come cactus a causa della somiglianza esteriore con le Cactacee, famiglia con cui non sono tuttavia correlate.

## Tassonomia
Il genere comprende le seguenti specie:
- Hoodia alstonii (N.E.Br.) Plowes
- Hoodia currorii (Hook.) Decne.
- Hoodia dregei N.E.Br.
- Hoodia flava (N.E.Br.) Plowes
- Hoodia gordonii (Masson) Sweet ex Decne.
- Hoodia juttae Dinter
- Hoodia mossamedensis (L.C.Leach) Plowes
- Hoodia officinalis (N.E.Br.) Plowes
- Hoodia parviflora N.E.Br.
- Hoodia pedicellata (Schinz) Plowes
- Hoodia pilifera (L. f.) Plowes
- Hoodia ruschii Dinter
- Hoodia triebneri (Nel) Bruyns

## Usi
Alcune di queste piante sono usate dai boscimani a scopi medicinali, e hanno recentemente suscitato l'interesse delle industrie farmaceutiche per le loro possibili applicazioni alla cura dell'obesità. La possibile appropriazione delle conoscenze tradizionali dei boscimani da parte delle case farmaceutiche occidentali è stato talvolta criticato come caso di biopirateria.

## Nei media
La pianta è al centro del film The Bushman's Secret, scritto e diretto da Rehad Desai.